# جام انگلستان-اسکاتلند ۸۱–۱۹۸۰
جام انگلستان-اسکاتلند ۸۱–۱۹۸۰ ششمین و آخرین دوره جام انگلستان-اسکاتلند بود. تیم چسترفیلد در یک فینال رفت و برگشت، نوتس کانتی را در مجموع ۲-۱ شکست داد و برنده شد.

## گروه انگلستان

### گروه ۱
| تیم ۱         | نتیجه | تیم ۲         | تاریخ         |
| ------------- | ----- | ------------- | ------------- |
| هال سیتی      | ۱–۰   | گریمزبی تاون  | ۱۶ ژوئیه ۱۹۸۰ |
| چسترفیلد      | ۱–۰   | شفیلد یونایتد | ۳۱ ژوئیه ۱۹۸۰ |
| گریمزبی تاون  | ۳–۳   | چسترفیلد      | ۲ اوت ۱۹۸۰    |
| شفیلد یونایتد | ۲–۱   | هال سیتی      | ۲ اوت ۱۹۸۰    |
| چسترفیلد      | ۱–۱   | هال سیتی      | ۵ اوت ۱۹۸۰    |
| شفیلد یونایتد | ۰–۱   | گریمزبی تاون  | ۵ اوت ۱۹۸۰    |

| تیم           | بازی | ب | م | ش | گ‌ز | گ‌خ | ت  | اض | ام |
| ------------- | ---- | - | - | - | -- | -- | -- | -- | -- |
| چسترفیلد      | ۳    | ۱ | ۲ | ۰ | ۵  | ۴  | ۱  | ۱  | ۵  |
| گریمزبی تاون  | ۳    | ۱ | ۱ | ۱ | ۴  | ۴  | ۰  | ۱  | ۴  |
| هال سیتی      | ۳    | ۱ | ۱ | ۱ | ۳  | ۳  | ۰  | ۰  | ۳  |
| شفیلد یونایتد | ۳    | ۱ | ۰ | ۲ | ۲  | ۳  | -۱ | ۰  | ۲  |

### گروه ۲
| تیم ۱        | نتیجه | تیم ۲        | تاریخ       |
| ------------ | ----- | ------------ | ----------- |
| بریستول سیتی | ۲–۰   | فولام        | ۲ اوت ۱۹۸۰  |
| نوتس کانتی   | ۲–۲   | اورینت       | ۲ اوت ۱۹۸۰  |
| فولام        | ۰–۱   | نوتس کانتی   | ۴ اوت ۱۹۸۰  |
| اورینت       | ۱–۲   | فولام        | ۵ اوت ۱۹۸۰  |
| بریستول سیتی | ۱–۱   | نوتس کانتی   | ۶ اوت ۱۹۸۰  |
| اورینت       | ۱–۰   | بریستول سیتی | ۲۲ اوت ۱۹۸۰ |

| تیم          | بازی | ب | م | ش | گ‌ز | گ‌خ | ت  | اض | ام |
| ------------ | ---- | - | - | - | -- | -- | -- | -- | -- |
| نوتس کانتی   | ۳    | ۱ | ۲ | ۰ | ۴  | ۳  | ۱  | ۰  | ۴  |
| بریستول سیتی | ۳    | ۱ | ۱ | ۱ | ۳  | ۲  | ۱  | ۰  | ۳  |
| اورینت       | ۳    | ۱ | ۱ | ۱ | ۴  | ۴  | ۰  | ۰  | ۳  |
| فولام        | ۳    | ۱ | ۰ | ۲ | ۲  | ۴  | -۲ | ۰  | ۲  |

### گروه ۳
| تیم ۱          | نتیجه | تیم ۲          | تاریخ         |
| -------------- | ----- | -------------- | ------------- |
| بری            | ۲–۱   | برنلی          | ۲۹ ژوئیه ۱۹۸۰ |
| برنلی          | ۳–۱   | اولدهام اتلتیک | ۲ اوت ۱۹۸۰    |
| شروزبری تاون   | ۳–۰   | بری            | ۲ اوت ۱۹۸۰    |
| برنلی          | ۱–۱   | شروزبری تاون   | ۵ اوت ۱۹۸۰    |
| بری            | ۳–۲   | اولدهام اتلتیک | ۵ اوت ۱۹۸۰    |
| اولدهام اتلتیک | ۴–۱   | شروزبری تاون   | ۹ اوت ۱۹۸۰    |

| تیم            | بازی | ب | م | ش | گ‌ز | گ‌خ | ت  | اض | ام |
| -------------- | ---- | - | - | - | -- | -- | -- | -- | -- |
| بری            | ۳    | ۲ | ۰ | ۱ | ۵  | ۶  | -۱ | ۱  | ۵  |
| برنلی          | ۳    | ۱ | ۱ | ۱ | ۵  | ۴  | ۱  | ۱  | ۴  |
| شروزبری تاون   | ۳    | ۱ | ۱ | ۱ | ۵  | ۵  | ۰  | ۱  | ۴  |
| اولدهام اتلتیک | ۳    | ۱ | ۰ | ۲ | ۷  | ۷  | ۰  | ۱  | ۳  |

### گروه ۴
| تیم ۱           | نتیجه | تیم ۲           | تاریخ         |
| --------------- | ----- | --------------- | ------------- |
| بلکپول          | ۲–۰   | بلکبرن روورز    | ۳۰ ژوئیه ۱۹۸۰ |
| پرستون نورث اند | ۰–۰   | کارلایل یونایتد | ۳۰ ژوئیه ۱۹۸۰ |
| کارلایل یونایتد | ۱–۲   | بلکپول          | ۲ اوت ۱۹۸۰    |
| پرستون نورث اند | ۰–۱   | بلکبرن روورز    | ۲ اوت ۱۹۸۰    |
| کارلایل یونایتد | ۱–۴   | بلکبرن روورز    | ۵ اوت ۱۹۸۰    |
| پرستون نورث اند | ۰–۱   | بلکپول          | ۵ اوت ۱۹۸۰    |

| تیم             | بازی | ب | م | ش | گ‌ز | گ‌خ | ت  | اض | ام |
| --------------- | ---- | - | - | - | -- | -- | -- | -- | -- |
| بلکپول          | ۳    | ۳ | ۰ | ۰ | ۵  | ۱  | ۴  | ۲  | ۶  |
| بلکبرن روورز    | ۳    | ۲ | ۰ | ۱ | ۵  | ۳  | ۲  | ۱  | ۵  |
| پرستون نورث اند | ۳    | ۰ | ۱ | ۲ | ۰  | ۲  | -۲ | ۰  | ۱  |
| کارلایل یونایتد | ۳    | ۰ | ۱ | ۲ | ۲  | ۶  | -۴ | ۰  | ۱  |

## گروه اسکاتلند
| تیم ۱       | نتیجه | تیم ۲            | تاریخ         |
| ----------- | ----- | ---------------- | ------------- |
| ایردریونینز | ۳–۰   | هارتس            | ۳۰ ژوئیه ۱۹۸۰ |
| ایردریونینز | ۳–۳   | هارتس            | ۶ اوت ۱۹۸۰    |
| کیلمارنوک   | ۱–۳   | ایست استایلینگشا | ۳۰ ژوئیه ۱۹۸۰ |
| کیلمارنوک   | ۳–۰   | ایست استایلینگشا | ۶ اوت ۱۹۸۰    |
| رنجرز       | ۳–۱   | پاتریک تیسل      | ۳۰ ژوئیه ۱۹۸۰ |
| رنجرز       | ۲–۳   | پاتریک تیسل      | ۶ اوت ۱۹۸۰    |
| فالکیرک     | ۲–۲   | مورتون           | ۲ اوت ۱۹۸۰    |
| فالکیرک     | ۱–۵   | مورتون           | ۵ اوت ۱۹۸۰    |

## یک‌چهارم نهایی
| تیم ۱       | نتیجه | تیم ۲     | تاریخ           |
| ----------- | ----- | --------- | --------------- |
| ایردریونینز | ۲–۴   | بری       | ۹ سپتامبر ۱۹۸۰  |
| ایردریونینز | ۰–۱   | بری       | ۱۴ اکتبر ۱۹۸۰   |
| بلکپول      | ۲–۱   | کیلمارنوک | ۹ سپتامبر ۱۹۸۰  |
| بلکپول      | ۲–۴   | کیلمارنوک | ۱۴ اکتبر ۱۹۸۰   |
| نوتس کانتی  | ۲–۰   | مورتون    | ۱۶ سپتامبر ۱۹۸۰ |
| نوتس کانتی  | ۱–۱   | مورتون    | ۳۰ سپتامبر ۱۹۸۰ |
| رنجرز       | ۱–۱   | چسترفیلد  | ۱۳ اکتبر ۱۹۸۰   |
| رنجرز       | ۰–۳   | چسترفیلد  | ۲۸ اکتبر ۱۹۸۰   |

## نیمه نهایی
| تیم ۱     | نتیجه | تیم ۲      | تاریخ          |
| --------- | ----- | ---------- | -------------- |
| کیلمارنوک | ۱–۲   | نوتس کانتی | ۴ نوامبر ۱۹۸۰  |
| کیلمارنوک | ۲–۵   | نوتس کانتی | ۱۸ نوامبر ۱۹۸۰ |
| بری       | ۱–۲   | چسترفیلد   | ۲ دسامبر ۱۹۸۰  |
| بری       | ۱–۱   | چسترفیلد   | ۹ دسامبر ۱۹۸۰  |

## فینال
| چسترفیلد | ۱ – ۰ | نوتس کانتی |
| -------- | ----- | ---------- |
|          |       | موس        |

| نوتس کانتی | ۱ – ۱ | چسترفیلد |
| ---------- | ----- | -------- |
| ماسون      |       | کرافورد  |